# Saccella taphria
Saccella taphria – gatunek małża morskiego należącego do podgromady pierwoskrzelnych.
Muszla wielkości: długość 1,7 cm, szerokość 1,1 cm, średnica 0,8 cm, kształtu wydłużonego. Na zewnętrznej powierzchni muszli słabo zaznaczone koncentryczne linie. Kolor muszli biały lub żółtawo-biały. 
Siedliskiem są umiarkowanie płytkie wody.Występuje na głębokości od 11 do 82 metrów.
Są rozdzielnopłciowe, bez zaznaczonych różnic płciowych w budowie muszli. Odżywiają się planktonem oraz detrytusem.
Występuje w Ameryce Północnej.